# Mycetophila amplicercis
Mycetophila amplicercis är en tvåvingeart som beskrevs av Duret 1989. Mycetophila amplicercis ingår i släktet Mycetophila och familjen svampmyggor. Inga underarter finns listade i Catalogue of Life.